# Powellinia bialbifasciata
Powellinia bialbifasciata är en fjärilsart som beskrevs av Emilio Berio 1953. Powellinia bialbifasciata ingår i släktet Powellinia och familjen nattflyn. Inga underarter finns listade i Catalogue of Life.